# 949 Hel
949 Hel, asteroid glavnog pojasa. Otkrio ga je Max Wolf, 11. ožujka 1921.

## Vanjske poveznice
- Minor Planet Center